# 草原鹞

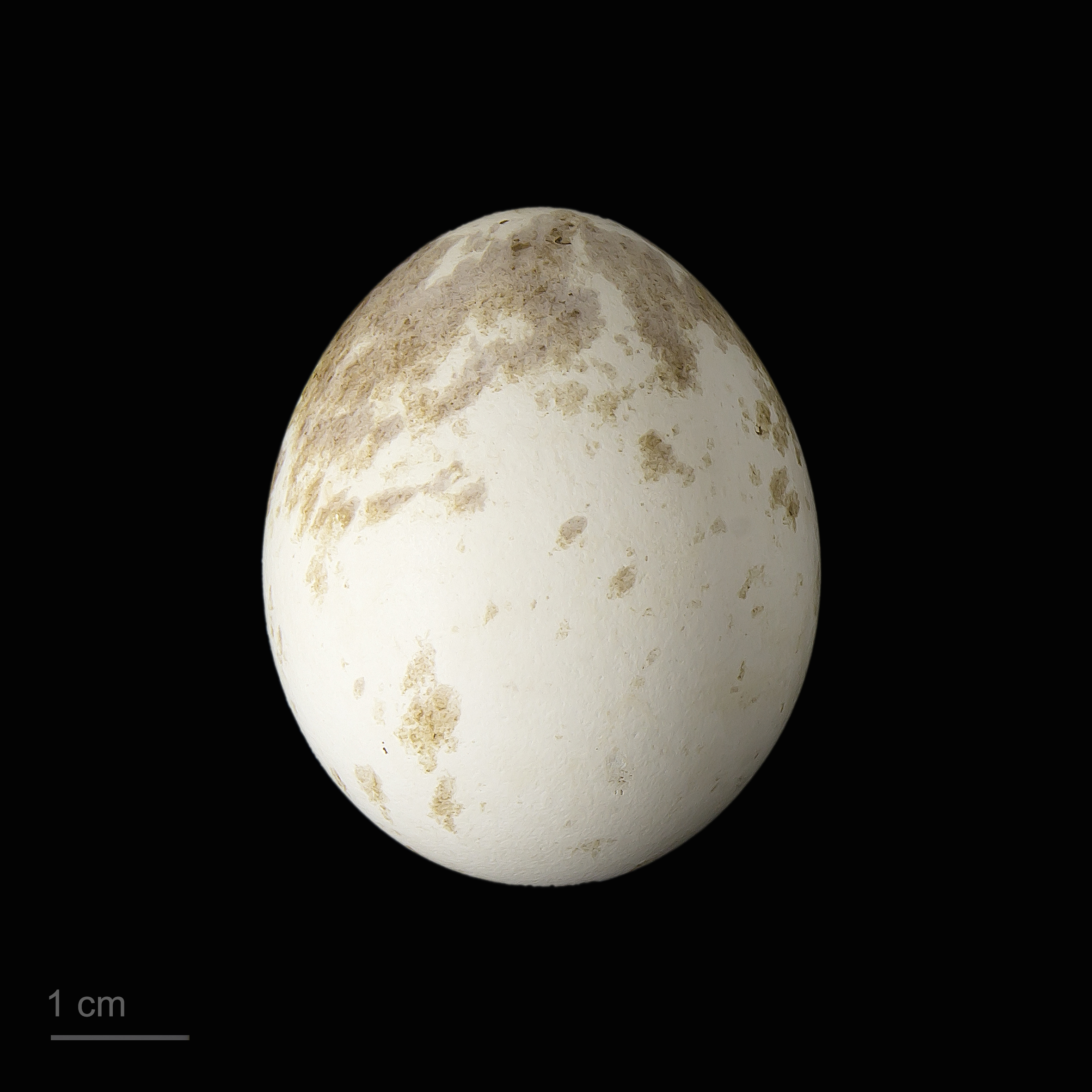
卵 Circus macrourus

草原鹞（学名：Circus macrourus）为鹰科鹞属的鸟类。在中国大陆，分布于新疆、河北、江西、江苏、广西、西藏、海南等地，主要生活于干燥的草原和树木稀疏的平原。该物种的模式产地在俄罗斯南部Voronezh。

## 保护
- 中国国家重点保护动物等级：二级